# Horn (district)
Het politieke district Bezirk Horn in de Oostenrijkse deelstaat Neder-Oostenrijk ligt in het noordoosten van het land ten noordwesten van de hoofdstad Wenen en grenst in het noorden aan Tsjechië. Het district bestaat uit een aantal gemeenten, die hieronder zijn opgesomd.

## Gemeenten en bijbehorende plaatsen
- Altenburg
  - Altenburg, Burgerwiesen, Fuglau, Mahrersdorf, Steinegg,
- Brunn an der Wild
  - Atzelsdorf, Brunn an der Wild, Dappach, Dietmannsdorf an der Wild, Frankenreith, Fürwald, Neukirchen an der Wild, St. Marein, Waiden, Wutzendorf
- Burgschleinitz-Kühnring
  - Amelsdorf, Burgschleinitz, Buttendorf, Harmannsdorf, Kühnring, Matzelsdorf, Reinprechtspölla, Sachsendorf, Sonndorf, Zogelsdorf
- Drosendorf-Zissersdorf
  - Autendorf, Drosendorf Altstadt, Drosendorf Stadt, Elsern, Heinrichsreith, Oberthürnau, Pingendorf, Unterthürnau, Wolfsbach, Wollmersdorf, Zettlitz, Zissersdorf
- Eggenburg
  - Eggenburg, Engelsdorf, Gauderndorf, Stoitzendorf
- Gars am Kamp
  - Buchberg am Kamp, Etzmannsdorf am Kamp, Gars am Kamp, Kamegg, Kotzendorf, Loibersdorf, Maiersch, Nonndorf bei Gars, Tautendorf, Thunau am Kamp, Wanzenau, Wolfshof, Zitternberg
- Geras
  - Dallein, Fugnitz, Geras, Goggitsch, Harth, Hötzelsdorf, Kottaun, Pfaffenreith, Purgstall, Schirmannsreith, Sieghartsreith, Trautmannsdorf
- Horn
  - Breiteneich, Doberndorf, Horn, Mödring, Mühlfeld
- Irnfritz-Messern
  - Dorna, Grub, Haselberg, Irnfritz, Klein-Ulrichschlag, Messern, Nondorf an der Wild, Reichharts, Rothweinsdorf, Sitzendorf, Trabenreith, Trabenreith, Wappoltenreith
- Japons
  - Goslarn, Japons, Oberthumeritz, Sabatenreith, Schweinburg, Unterthumeritz, Wenjapons, Zettenreith
- Langau
  - Hessendorf, Langau
- Meiseldorf
  - Kattau, Klein-Meiseldorf, Maigen, Stockern
- Pernegg
  - Etzelsreith, Lehndorf, Ludweishofen, Nödersdorf, Pernegg, Posselsdorf, Raisdorf, Staningersdorf
- Röhrenbach
  - Feinfeld, Germanns, Gobelsdorf, Greillenstein, Neubau, Röhrenbach, Tautendorf, Winkl
- Röschitz
  - Klein-Jetzelsdorf, Klein-Reinprechtsdorf, Roggendorf, Röschitz
- Rosenburg-Mold
  - Mold, Mörtersdorf, Rosenburg, Stallegg, Zaingrub
- Sigmundsherberg
  - Brugg, Kainreith, Missingdorf, Rodingersdorf, Röhrawiesen, Sigmundsherberg, Theras, Walkenstein
- Sankt Bernhard-Frauenhofen
  - Frauenhofen, Groß Burgstall, Grünberg, Poigen, Poigen, St. Bernhard, Strögen
- Straning-Grafenberg
  - Etzmannsdorf bei Straning, Grafenberg, Straning, Wartberg
- Weitersfeld
  - Fronsburg, Heinrichsdorf, Nonnersdorf, Oberfladnitz, Oberhöflein, Obermixnitz, Prutzendorf, Rassingdorf, Sallapulka, Starrein, Untermixnitz, Weitersfeld